# Morganfield
Morganfield város az USA Kentucky államában. Lakosainak száma 3256 fő (2020. április 1.).

## Népesség
A település népességének változása:

| 2010 | 3 285 |
| 2020 | 3 256 |